# Русановка (река)
Русановка — река в Тверской области России, в бассейне Западной Двины. Длина реки составляет 10 км.

## География
Протекает по территории Андреапольского муниципального района.
Русановка вытекает из озера Дешковское, в которое впадает река Дебрянка (длина 8 км). Течёт в западном и юго-западном направлении, сливаясь с Мошницей, образует Жаберку, приток Западной Двины.
Ранее река считалась верхним течением Жаберки.

## Притоки
Справа в Русановку впадает река Вязовня (длина 6,4 км).

## Населённые пункты
На берегу реки расположены населённые пункты Старая и Ново-Русаново.
Ранее на берегу Русановки также располагалась деревня Баженово.